# Alden McLaughlin
Alden McLaughlin, né le 6 septembre 1961 à George Town, est un homme politique Premier ministre des îles Caïmans de 2013 à 2021.

## Biographie
Alden McLaughlin est né et a grandi à George Town, où il fait ses premières études. Il entre dans la fonction publique en juillet 1981 en qualité d'adjoint au travail. en 1982, il a été muté au département de la justice et nommé greffier adjoint de la Cour. En 1984, il  quitte la fonction publique et rejoint le cabinet d'avocat Charles Adams and Co en qualité de stagiaire. Il obtient un Bachelor of Laws de l'Université de Liverpool en 1988 et devient associé de Charles Adams, Ritchie et Duckworth en 1993. 
En 2000, Alden McLaughlin est élu à l'Assemblée législative des îles Caïmans pour la première fois, comme représentant de George Town. Il participe aussi à la fondation du Mouvement progressiste du peuple en 2002 dont il est le secrétaire général jusqu'en 2006. En 2006, il quitte le cabinet le cabinet Charles Adams and Co pour s'engager à plein temps en politique, car depuis 2005, il est Ministre pour l'Éducation, l'Emploi, la Jeunesse, les Sports et la Culture. À ce poste, il met en place une profonde réforme de l'Éducation, avec notamment l'instauration d'un curriculum au niveau national, mais il doit aussi faire face à de nombreuses critiques de la part d'enseignants. Par ailleurs, il est aussi l'un des principaux promoteurs de la réforme constitutionnelle qui aboutit en 2009 avec un alignement de la constitution des Îles Caïmans sur celles d'autres territoires britanniques d'outre-mer qui se marque par un renforcement des pouvoirs du gouvernement, dont le chef prend le titre de Premier ministre (Premier en anglais).
Avec le reste du Mouvement progressiste du peuple, il devient un opposant au gouvernement de McKeeva Bush. En 2011, il devient le chef de l'opposition en remplaçant Kurt Tibbetts à la tête du PPM. Puis en 2013, il remporte les élections et devient Premier ministre des îles Caïmans. En 2017, les deux principaux partis, le PPM et le Parti démocratique caïmanien signent un accord de gouvernement à la suite des élections législatives caïmaniennes de 2017 où de nombreux indépendants avaient été élus et Alden McLaughlin reste Premier ministre.